# Șuvița, Dâmbovița
Șuvița este un sat în comuna Vârfuri din județul Dâmbovița, Muntenia, România.